# Sun Is Up
Sun Is Up – pierwszy singiel rumuńskiej piosenkarki Inny z jej drugiego albumu I Am the Club Rocker (2011), ale szósty w całej jej karierze. Producentem singla i autorem tekstu piosenki jest duet Play & Win.

## Sukcesy
Piosenka zajęła pierwsze miejsce w ojczystym kraju artystki. Osiągnęła także szczytowe miejsce na listach przebojów w Wielkiej Brytanii, Bułgarii i Szwajcarii. We Francji znalazła się na drugiej pozycji, a w Rosji i Szwajcarii na trzeciej. Zajęła również miejsce w pierwszej dziesiątce w Belgii i Holandii.

## Teledysk
Teledysk był kręcony 24 sierpnia 2010 roku w Hiszpanii na Marabelli. Reżyserował go Alex Herron, który współpracował m.in. z Taio Cruzem i Ke$hą przy utworze „Dirty Picture” oraz przy „Saturday” Basshuntera. Teledysk został wydany 27 września 2010 roku.